# Râul Missouri
Missouri este un râu din America de Nord care are o lungime de 3.767 km și un bazin hidrografic de 1.378.180 km2. Este cel mai mare afluent al fluviului Mississippi și poate fi considerat cel mai mare râu din Statele Unite ale Americii.